# Gertrude Kleinová
Gertruda Kleinová též Traute či Trude Klein(ová), po (druhém) manželství Gertrude Vogelová-Kleinová a v USA již jako Trudy Vogel (13. srpna 1918, Brno - 19. února 1975, Las Vegas, USA) byla československá stolní tenistka židovského původu.
Účastnila se sportovních akcí židovského sportovního klubu Makabi a patřila k nejznámějším židovským sportovcům v zemi mezi válkami. Byla úspěšná i na světových šampionátech. Soutěžila také jako Traute nebo Trude Kleinová, po (druhém) manželství Gertrude Vogelová-Kleinová.

## Život
Gertrude Kleinová vyrůstala v nemajetné židovské rodině a jako dítě osiřela. Rodina dostávala nedostatečnou sociální pomoc od židovské náboženské obce a malá Gertruda musela ještě ve škole vykonávat různé brigády. Na škole vstoupila do židovského sportovního klubu Makabi Brno a záhy zahájila svou sportovní kariéru. 
Roku 1939 se provdala za Jacoba (Jacquese) Schalingera, bývalého funkcionáře spolku Makabi, na počátku prosince 1941 však byli pro svůj židovský původ, společně s trenérem družstva Erikem Vogelem, deportováni transportem G do terezínského ghetta a na podzim 1943 transportem ET do Osvětimi.
Její manžel zahynul v táboře a přeživší Gertruda se v roce 1946 s Erikem Vogelem odstěhovala do USA. Zde se vzali a žili v Las Vegas až do Gertrudiny smrti v roce 1975 na rakovinu. 

## Atletická kariéra
Talentu Kleinové si brzy všimli její trenéři. Vstoupila do židovského sportovního klubu Maccabi Club. Jejím prvním významným úspěchem byla porážka úřadující národní a světové šampionky Marie Kettnerové v roce 1935, což vedlo k její nominaci na mistrovství světa.  
Kleinová startovala na mistrovství světa v letech 1935, 1936 a 1937. V roce 1935 získala spolu s Marií Kettnerovou a Marií Šmídovou titul s družstvem žen ČSR. V roce 1936 Kleinová obhájila titul v družstvu spolu s Kettnerovou, Šmídovou a Věrou Votrubcovou. V roce 1936 se také stala mistryní světa v mixu s Miloslavem Hamerem   .
Díky svým úspěchům byla v roce 1994 uvedena do Mezinárodní židovské sportovní síně slávy. 

### Výsledky z databáze ITTF
Výsledky mistrovství světa 1935, 1936 a 1937 :
| Sdružení | událost           | Rok  | umístění | země | dvouhra       | čtyřhra       | smíšené       | tým |
| -------- | ----------------- | ---- | -------- | ---- | ------------- | ------------- | ------------- | --- |
| ČSR      | Světový šampionát | 1937 | Baden    | AUT  | posledních 16 | posledních 16 | posledních 32 |     |
| ČSR      | Světový šampionát | 1936 | Praha    | ČSR  | posledních 32 | Čtvrtfinále   | zlato         | 1   |
| ČSR      | Světový šampionát | 1935 | Wembley  | GBE  | Čtvrtfinále   | Čtvrtfinále   | Čtvrtfinále   | 1   |